# هینوکیو
هینوکیو (انگلیسی: Hinokio ؛ (ژاپنی: ヒノキオ)) یک فیلم علمی تخیلی محصول سال ۲۰۰۵ کشور ژاپن است به کارگردانی Takahiko Akiyama و بازیگران کار ناکامورا  و کاناتا هونگو و میکاکو تابه است. شعار فیلم این است "عشق بین کهکشانی ".

## ترانه فیلم
- یوئی (خواننده) - «راه فردا»